# Eunidia pulchra
Eunidia pulchra là một loài bọ cánh cứng trong họ Cerambycidae.